# آتش‌سوزی‌های نفتی کویت

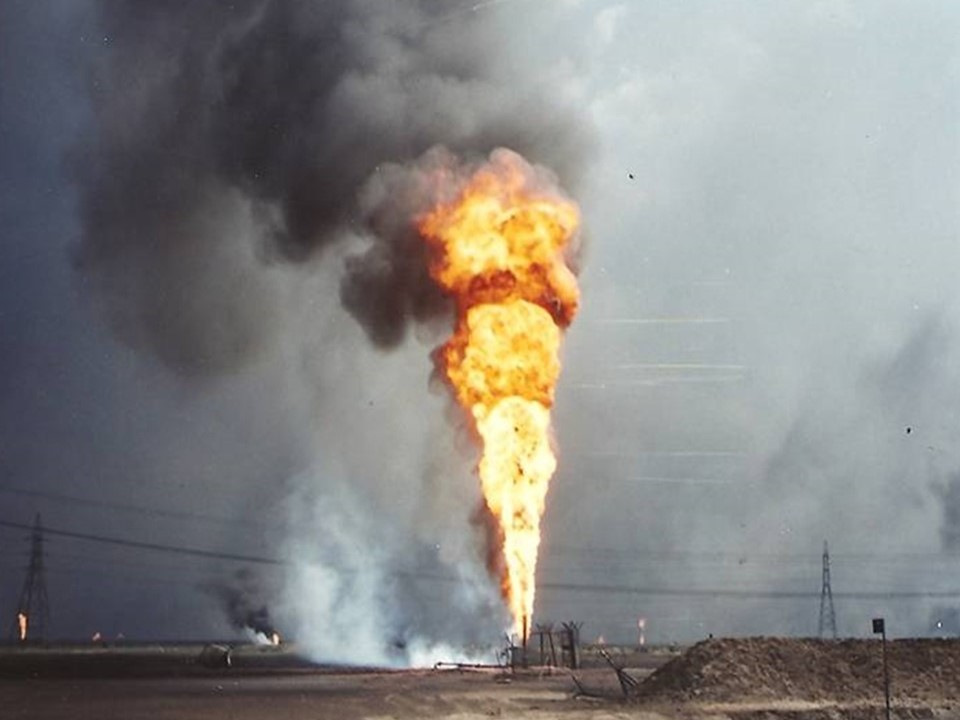
آتش‌سوزی چاه نفت کویت در جنوب شهر کویت، مارس ۱۹۹۱

آتش‌سوزی‌های نفتی کویت (انگلیسی: Kuwaiti oil fires) اتفاقاتی بود که ناشی از آتش زدن ۶۰۵ تا ۷۳۲ چاه نفتی و تعداد نامشخصی مناطق نفت‌خیز مانند دریاچه‌های نفتی توسط عراق بعثی، به عنوان بخشی از راهبرد زمین سوخته هنگام عقب‌نشینی از کویت بود. آتش‌سوزی‌ها در ژانویه و فوریه ۱۹۹۱ آغاز شد و اولین آتش‌سوزی چاه در اوایل آوریل ۱۹۹۱ و آخرین چاه در ۶ نوامبر ۱۹۹۱ خاموش شد.
بنابر آمار پنتاگون، حزب بعث در محوطه اطراف چاه‌های نفت کویت بیش از ۱۰ هزار مین کار گذاشتند تا عملیات اطفای حریق را سخت‌تر کنند.

## تأثیرات اقلیمی و محیط زیستی
آتش‌سوزی چاه‌های نفتی، باعث تولید دودها و گازهای سمی شدیدی شد بطوری که گزارشی که کارشناسان آمریکایی در آن زمان منتشر کردند ارتفاع ستون دود ناشی از سوختن چاه‌های نفتی به اندازه ارتفاع رشته‌کوه‌های هیمالیا (بزرگترین رشته کوه جهان با بیش از ۷۶۲۰ متر ارتفاع) بوده و تنها آلودگی تاریخ تا به امروز محسوب می‌شود که حجم دود ناشی از آن از فضا با چشم غیر مسلح قابل نیز قابل رویت بوده‌است.
همچنین منابع آبی و دریایی گسترده‌ای آلوده و هوا را غیرقابل تنفس کرد، رسوب ضخیم نفت و قیر صدها کیلومتر از سواحل خلیج فارس را پوشاند که بنابر گزارشی نشت نفت باعث مرگ حداقل ۳۰ هزار پرنده دریایی شد.